# Gouttières, Eure

Gouttières este o comună în departamentul Eure, Franța. În 1 ianuarie 2018 avea o populație de 183 de locuitori.